# DKW F91
La DKW F91 è un'autovettura di fascia medio-bassa prodotta dal 1953 al 1957 dalla Casa automobilistica tedesca Auto Union con il marchio DKW.

## Storia e profilo

### Genesi e debutto
Quando al termine della Seconda Guerra Mondiale la DKW fu rifondata ad Ingolstadt in Baviera, l'attività fu riavviata dapprima facendo affidamento sulla produzione motociclistica ed in seguito preparando il modello F10, puramente di transizione, e dopo pochi mesi il modello F89. Entrambi i modelli erano equipaggiati con un bicilindrico direttamente derivato da quello della F8 d'anteguerra e pertanto ormai superato. In realtà, già prima dell'avvento del conflitto, la DKW aveva ultimato un modello rimasto allo stadio di prototipo ed equipaggiato con un nuovo tricilindrico. Tale prototipo, denominato F9, venne gravemente danneggiato durante la guerra e nel 1948 fu fatto arrivare alla nuova sede di Ingolstadt dove fu riparato. Non fu tanto una questione di carrozzeria, della quale esistevano evidentemente dei progetti a parte, visto che per la F89 fu realizzata proprio un corpo vettura simile a quello del prototipo, quanto un discorso di motore, i cui progetti andarono persi durante la guerra ed in seguito rinvenuti dalle autorità sovietiche ed utilizzati abusivamente dalla dirigenza della IFA. Nel 1950, mentre la F89 con bicilindrico entrò in listino, la F9 divenne quindi il punto di partenza per il nuovo progetto che avrebbe dato i natali ad un nuovo modello, esternamente simile alla F89, ma che montasse finalmente il tanto agognato tricilindrico.
Il debutto del nuovo modello avvenne all'inizio del 1953, per poi entrare regolarmente in commercio nel mese di marzo dello stesso anno. La sigla ufficiale fu F91, ma venne introdotta anche la denominazione Sonderklasse, già utilizzata prima della guerra. La sigla F91 stava a significare che si trattava del primo modello DKW di serie interamente progettato sulla base del prototipo F9 e va appunto letto come F9-1, al contrario della precedente F89, il cui significato va letto come F8-9, cioè una F8 con la carrozzeria di una F9. Con tali caratteristiche, la F91 andò a posizionarsi un gradino più in alto rispetto alla F89, grazie al motore più potente ed alle migliori prestazioni. Poté quindi misurarsi sul mercato con rivali come le Ford Taunus 12M/15M e le Opel Olympia Rekord di fascia media.

### Caratteristiche

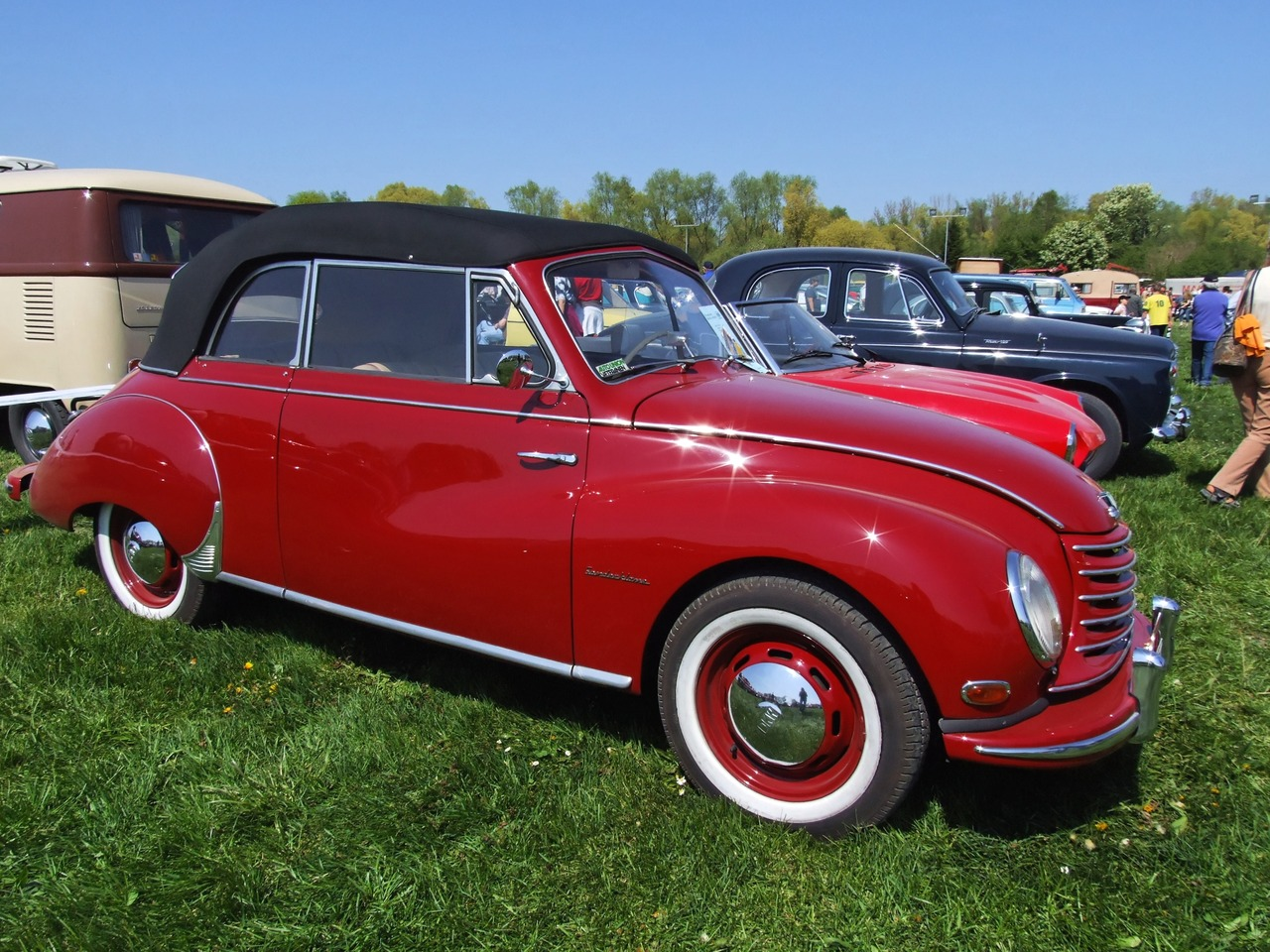
Una F91 Cabriolet a quattro posti, presente in gamma fin dal debutto

La F91 riprendeva la carrozzeria della F89, dalla quale si differenziava per alcuni particolari di dettaglio, come la calandra a cinque listelli anziché nove. La carrozzeria era a due porte, denominata coupé e caratterizzata da un particolare lunotto panoramico in tre parti. Era inoltre disponibile fin dall'inizio una variante cabriolet a quattro posti. All'interno dell'abitacolo una delle differenze più significative stava nell'orologio quadrangolare previsto nella dotazione di serie. Il cruscotto era in legno.
Le novità più interessanti erano quelle meccaniche: innanzitutto, come già detto, la F91 si accomiatò definitivamente dal vecchio bicilindrico di origine F8 per accogliere sotto il cofano motore il tricilindrico a due tempi della cilindrata di 896 cm³. Si trattava di un motore da 34 CV di potenza massima e dotato di alcune caratteristiche particolari, come ad esempio il fatto che fosse presente una bobina per ogni cilindro. Tale aspetto costituì un problema nei primi esemplari prodotti, in quanto la sua messa a punto richiese l'intervento di personale tecnico altamente specializzato. Il problema fu risolto nella seconda parte della produzione automobilistica della F91.
Per quanto riguarda la meccanica telaistica, le soluzioni adottate riprendevano quanto già visto nei precedenti modelli DKW e quindi si ritrovavano le sospensioni a ruote indipendenti all'avantreno, con triangoli inferiori e balestra trasversale superiore, mentre al retrotreno fu conservato l'ormai storico assale rigido oscillante, anche qui con balestra trasversale. L'impianto frenante era a quattro tamburi da 230 mm di diametro, mentre lo sterzo era a cremagliera. Era inoltre previsto un cambio a 3 marce completamente sincronizzato con dispositivo di ruota libera.

### Evoluzione

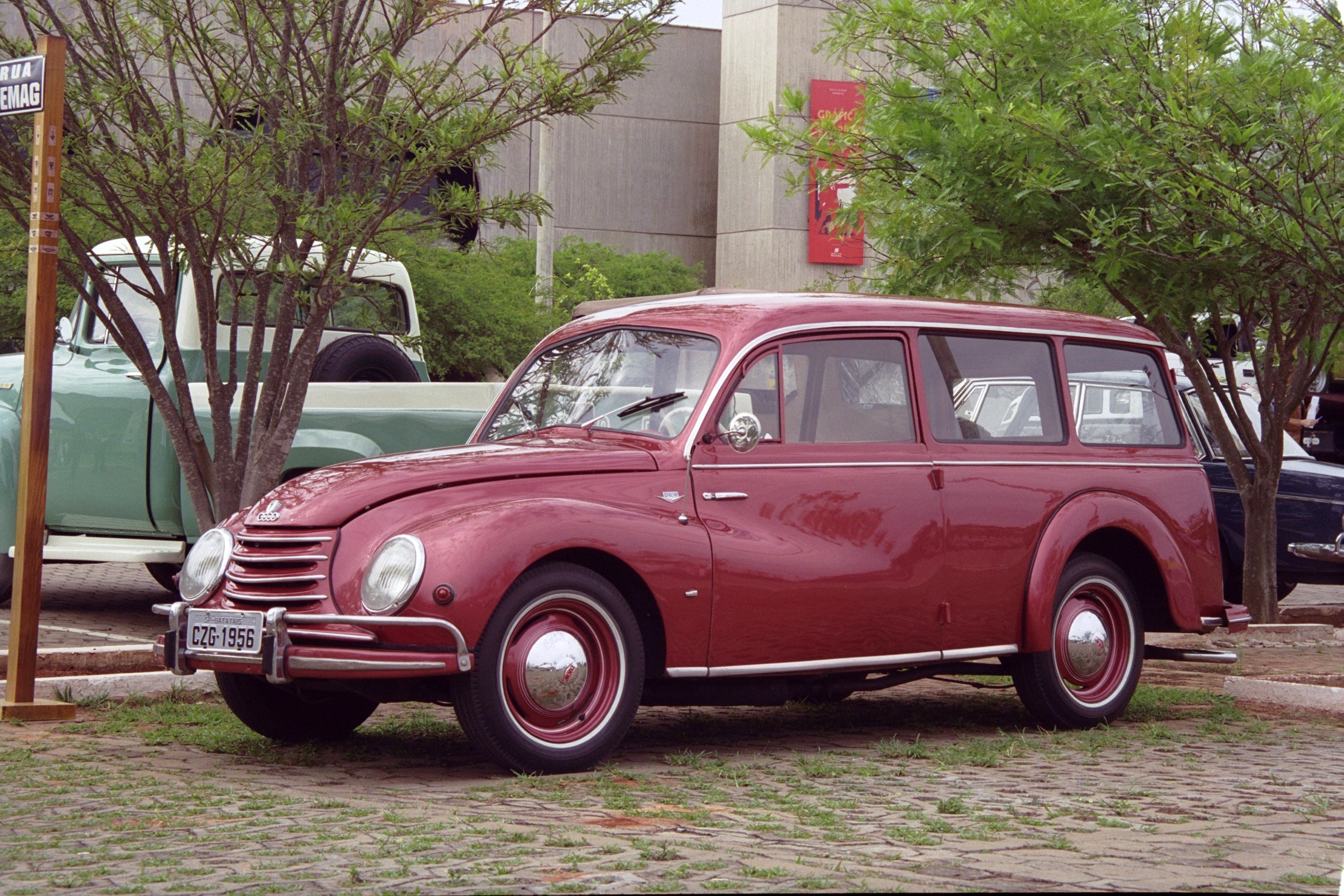
Una F91 Universal

Il primo passo evolutivo nella breve carriera commerciale della F91 si ebbe nel mese di settembre del 1953, quando la gamma si espanse con l'arrivo della versione berlina, in realtà sempre con carrozzeria a due porte, ma stavolta priva del lunotto panoramico, al cui posto fu montato invece un lunotto di dimensioni ridotte. Contemporaneamente videro la luce anche una versione giardinetta denominata Universal ed una versione furgonata. queste due versioni erano caratterizzate dal fatto di avere un passo maggiorato di 10 cm rispetto alle altre varianti di carrozzeria (da 2.35 a 2.45 m). Inoltre, la carrozzeria era costituita da un'ossatura in legno sulla quale il tetto era rivestito in pelle sintetica. Due mesi dopo, a novembre, la F91 entrò nella lista degli optional un cambio a 4 marce, sempre con dispositivo di ruota libera, ma con solamente la seconda e la quarta marcia sincronizzate. Sempre nel novembre 1953 vi fu l'arrivo di una nuova variante di carrozzeria, ossia la coupé a due posti, realizzata presso la carrozzeria Karmann di Osnabrück. Da questa carrozzeria uscì anche la variante biposto della cabriolet.

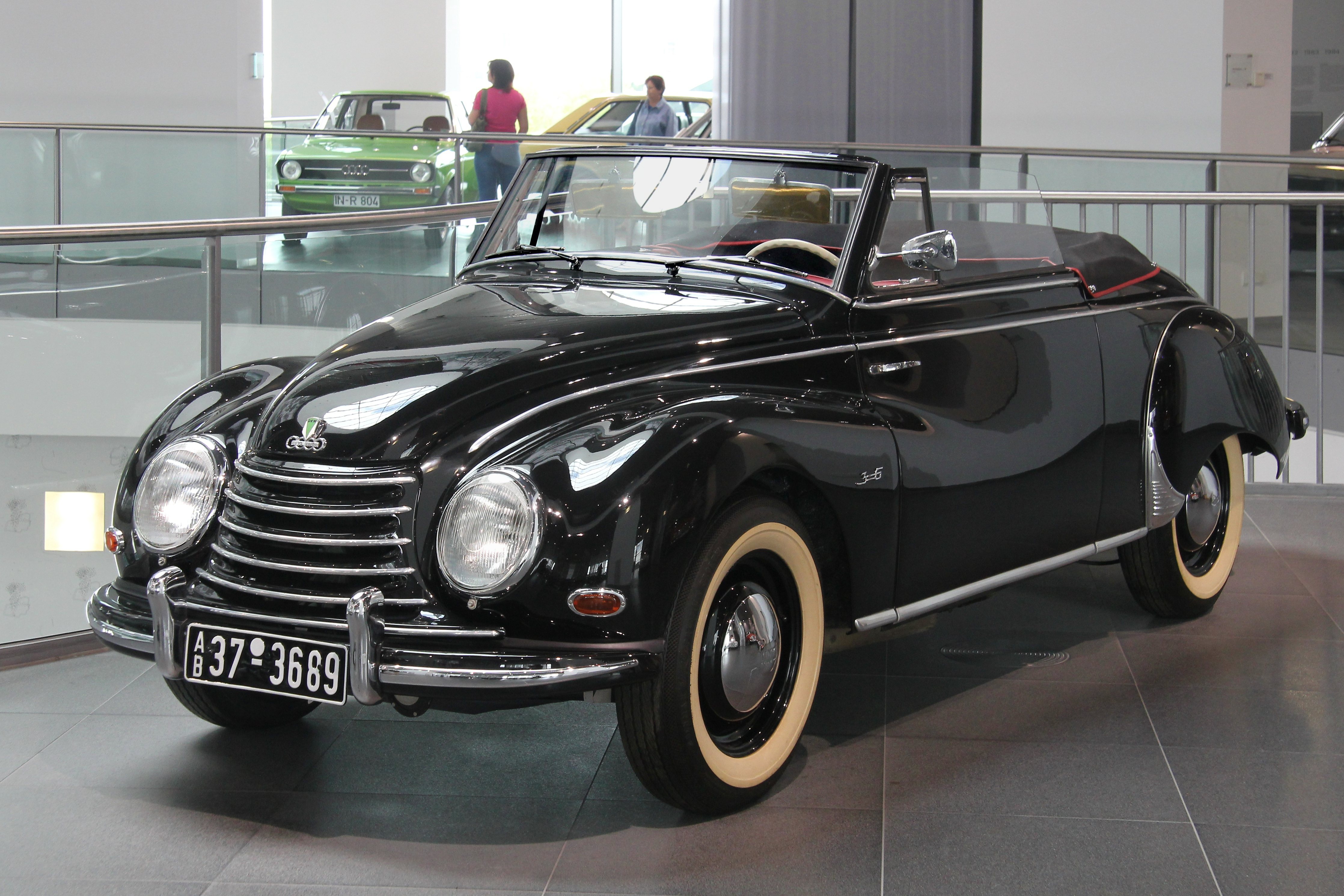
Una cabriolet biposto realizzata dalla Karmann

Nell'aprile 1954 vi fu un leggero ridisegnamento dei parafanghi anteriori, mentre due mesi dopo venne adottato un nuovo dispositivo per una più efficace miscelazione di olio e benzina. Il 9 luglio fu presentata alla stampa la F91 aggiornata nella gamma: la coupé a 2 posti scomparve dalla gamma, mentre la berlina ricevette la stessa carrozzeria della coupé a 4 posti, ma con l'unica e sola differenza di avere i finestrini posteriori fissi (la coupé li aveva discendenti). Vi furono due versioni di berlina: la berlina normale, con cambio a 3 marce, e la berlina speciale con cambio a 4 marce. Quanto alla coupé, essa fu proposta di serie con verniciatura bicolore. Per quanto riguarda l'allestimento interno di tutta la gamma, il cruscotto in legno lasciò il posto ad un cruscotto in acciaio con quadro strumenti ridisegnato, mentre l'impianto elettrico beneficiò dell'arrivo di una batteria da 160 W. Altri aggiornamenti si ebbero nell'impianto di riscaldamento e successivamente, nel febbraio 1955, anche con l'arrivo di un nuovo scarico per il motore.
Negli ultimi mesi della carriera commerciale della F91 vennero realizzati anche otto esemplari di una particolare versione denominata OTP, sigla che stava per Offener Tourenwagen Polizei, ossia "torpedo aperta per la polizia", destinata appunto alle forze dell'ordine locali di quell'epoca. Questa versione fu realizzata presso la carrozzeria Papler di Colonia.
Nel settembre 1955 la F91 fu tolta dai listini, lasciando il posto alla F93. Fu lasciata in listino solo la F91 Universal che proseguì la sua carriera commerciale fino al giugno 1957. In totale furono prodotti 72.600 esemplari di F91 a cui vanno aggiunti anche gli otto esemplari di F91 OTP.
La F91 fu impiegata anche in ambito sportivo, dove tra il 1954 ed il 1955 riuscì ad ottenere anche successi degni di nota nelle competizioni rallystiche dell'epoca e in alcune manifestazioni per vetture di categoria turismo. Dopo questi exploit sportivi, il testimone sarebbe stato ripreso dalla DKW 3=6 Monza, una piccola coupé appositamente progettata quando ormai era stata posta in commercio la F93.

### Tabella caratteristiche
| Modello                            | F91 Berlina | F91 Coupé 4 posti | F91 Coupé 2 posti | F91 Cabriolet 4 posti                                                                                                   | F91 Cabriolet 2 posti                                                                                                   | F91 Universal |
| ---------------------------------- | --- | --- | --- | --- | --- | --- |
| Anni di produzione                 | 03/1953-09/1955 | 03/1953-09/1955 | 11/1953-07/1954 | 03/1953-09/1955 | 03/1953-09/1955 | 09/1953-06/1957 |
| Esemplari prodotti                 | 41.799 | 13.657 | 25 | 1.512 | 432 | 15.175 |
| Motore                             | Due tempi con lavaggio Schnürle                                                                                         | Due tempi con lavaggio Schnürle                                                                                         | Due tempi con lavaggio Schnürle                                                                                         | Due tempi con lavaggio Schnürle                                                                                         | Due tempi con lavaggio Schnürle                                                                                         | Due tempi con lavaggio Schnürle                                                                                         |
| Posizione                          | Anteriore trasversale                                                                                                   | Anteriore trasversale                                                                                                   | Anteriore trasversale                                                                                                   | Anteriore trasversale                                                                                                   | Anteriore trasversale                                                                                                   | Anteriore trasversale                                                                                                   |
| Numero e disposizione dei cilindri | Tre cilindri in linea                                                                                                   | Tre cilindri in linea                                                                                                   | Tre cilindri in linea                                                                                                   | Tre cilindri in linea                                                                                                   | Tre cilindri in linea                                                                                                   | Tre cilindri in linea                                                                                                   |
| Cilindrata (cm³)                   | 896 | 896 | 896 | 896 | 896 | 896 |
| Alesaggio e corsa (mm)             | 71 x 76 | 71 x 76 | 71 x 76 | 71 x 76 | 71 x 76 | 71 x 76 |
| Alimentazione                      | Carburatore | Carburatore | Carburatore | Carburatore | Carburatore | Carburatore |
| Rapporto di compressione           | 6.5:1 | 6.5:1 | 6.5:1 | 6.5:1 | 6.5:1 | 6.5:1 |
| Potenza massima (CV a giri/min)    | 34/4200 | 34/4200 | 34/4200 | 34/4200 | 34/4200 | 34/4200 |
| Coppia massima (Nm a giri/min)     | 68.7/2000 | 68.7/2000 | 68.7/2000 | 68.7/2000 | 68.7/2000 | 68.7/2000 |
| Trazione                           | Anteriore | Anteriore | Anteriore | Anteriore | Anteriore | Anteriore |
| Cambio                             | Manuale a 3 marce (a 4 marce dal luglio 1954 per la Spezial Limousine o berlina speciale) e dispositivo di ruota libera | Manuale a 3 marce (a 4 marce dal luglio 1954 per la Spezial Limousine o berlina speciale) e dispositivo di ruota libera | Manuale a 3 marce (a 4 marce dal luglio 1954 per la Spezial Limousine o berlina speciale) e dispositivo di ruota libera | Manuale a 3 marce (a 4 marce dal luglio 1954 per la Spezial Limousine o berlina speciale) e dispositivo di ruota libera | Manuale a 3 marce (a 4 marce dal luglio 1954 per la Spezial Limousine o berlina speciale) e dispositivo di ruota libera | Manuale a 3 marce (a 4 marce dal luglio 1954 per la Spezial Limousine o berlina speciale) e dispositivo di ruota libera |
| Frizione                           | Monodisco a secco | Monodisco a secco | Monodisco a secco | Monodisco a secco | Monodisco a secco | Monodisco a secco |
| Sospensioni ant.                   | A ruote indipendenti con triangoli inferiori e balestra trasversale superiore                                           | A ruote indipendenti con triangoli inferiori e balestra trasversale superiore                                           | A ruote indipendenti con triangoli inferiori e balestra trasversale superiore                                           | A ruote indipendenti con triangoli inferiori e balestra trasversale superiore                                           | A ruote indipendenti con triangoli inferiori e balestra trasversale superiore                                           | A ruote indipendenti con triangoli inferiori e balestra trasversale superiore                                           |
| Sospensioni post.                  | Ad assale rigido oscillante con balestra trasversale superiore                                                          | Ad assale rigido oscillante con balestra trasversale superiore                                                          | Ad assale rigido oscillante con balestra trasversale superiore                                                          | Ad assale rigido oscillante con balestra trasversale superiore                                                          | Ad assale rigido oscillante con balestra trasversale superiore                                                          | Ad assale rigido oscillante con balestra trasversale superiore                                                          |
| Impianto frenante                  | Circuito idraulico con quattro tamburi da 230 mm di diametro                                                            | Circuito idraulico con quattro tamburi da 230 mm di diametro                                                            | Circuito idraulico con quattro tamburi da 230 mm di diametro                                                            | Circuito idraulico con quattro tamburi da 230 mm di diametro                                                            | Circuito idraulico con quattro tamburi da 230 mm di diametro                                                            | Circuito idraulico con quattro tamburi da 230 mm di diametro                                                            |
| Pneumatici                         | 5.60 x 15 | 5.60 x 15 | 5.60 x 15 | 5.60 x 15 | 5.60 x 15 | 5.60 x 15 |
| Serbatoio                          | 42 | 42 | 42 | 42 | 42 | 42 |
| Massa                              | 860 | 870 | 870 | 890 | 890 | 925 |
| Velocità massima                   | 115 | 115 | 115 | 100 | 100 | 95 |
| Consumo medio (litri/100 km)       | 8 | 8 | 8 | 8 | 8 | 8 |